# Botanischer Garten der Stadt Hof

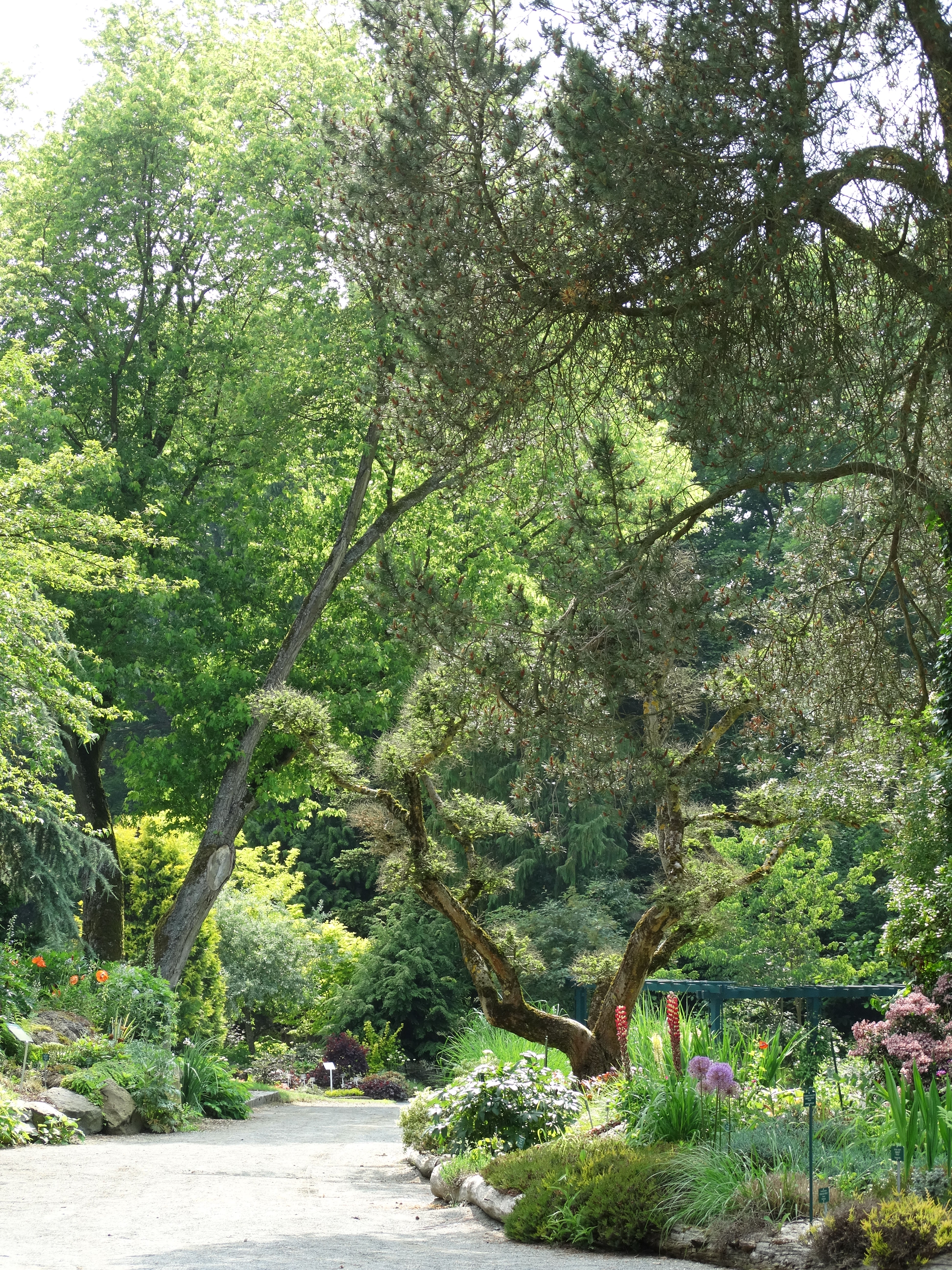
Botanischer Garten Hof

Der Botanische Garten der Stadt Hof ist ein städtischer Botanischer Garten in Hof. Die 32 verschiedenen Quartiere sind landschaftliche Nachbauten aus verschiedenen Kontinenten. Durch seine Felsspaltengärten ist er ein deutschlandweites Kompetenzzentrum.
Er liegt im Norden Hofs, zwischen dem Zoologischen Garten und dem Bürgerpark Theresienstein. Die drei Bereiche bilden, neben dem Untreusee im Süden der Stadt, einen zweiten Naherholungsbereich. Die Adresse ist Alte Plauener Straße 16.

## Geschichte

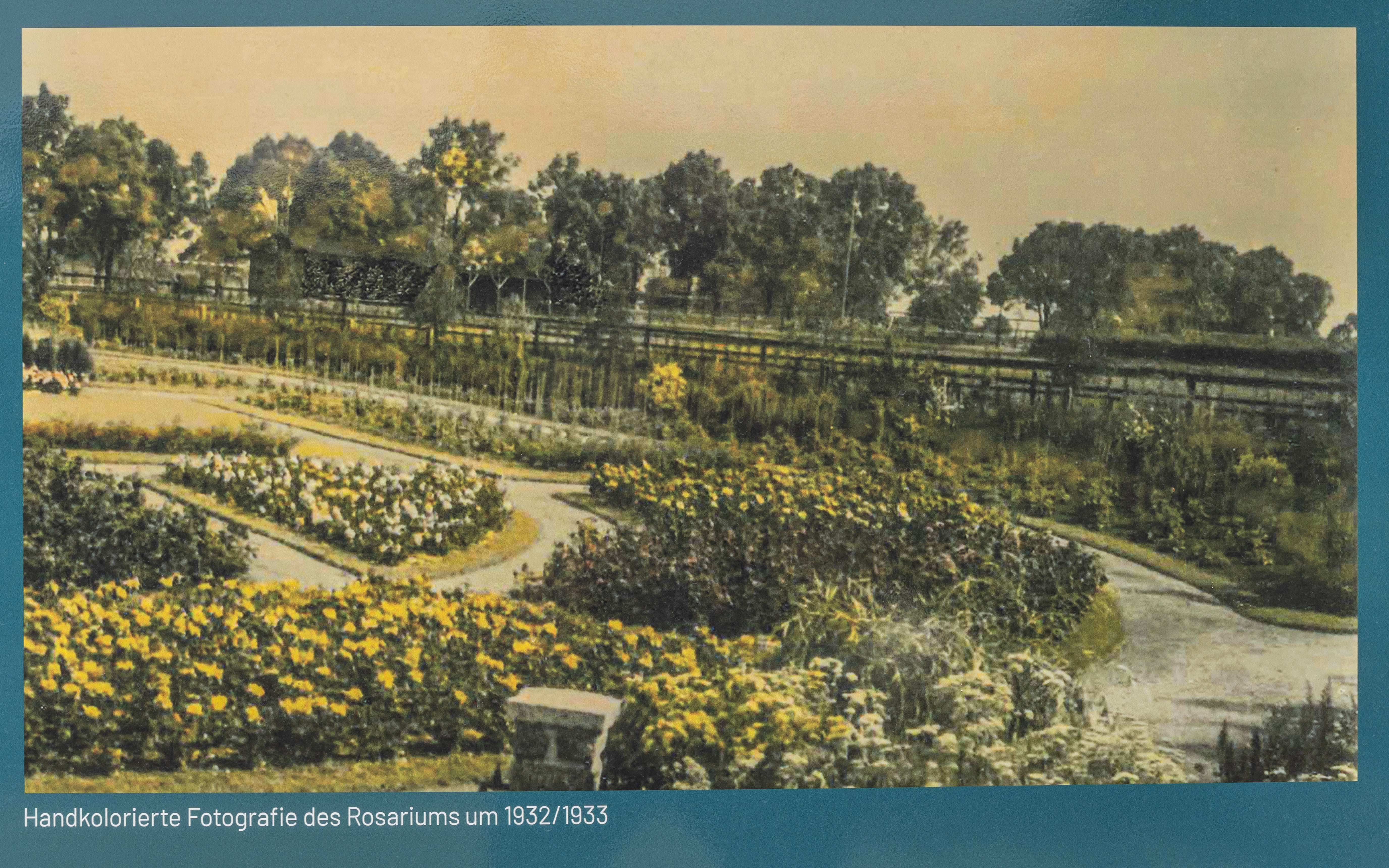
Botanischer Garten 1922/23

Der am 1. April 1929 gegründete Schulgarten wurde bis 1932 unter dem Stadtgärtner Rudolf Hutschenreiter zu einem Botanischen Garten erweitert. Im Zweiten Weltkrieg wurde der Garten unter anderem von Kriegsgefangenen für den Gemüseanbau aufrechterhalten. 1958 fand unter dem Stadtgärtner Hermann Fuchs eine Generalüberholung statt. Vom 29. April bis 3. Oktober 1994 war der Botanische Garten Teil der Bayerischen Landesgartenschau. Der neue Stadtgärtner Christoph Ruby baute ab 1998 den Garten weiter aus.

## Der Garten

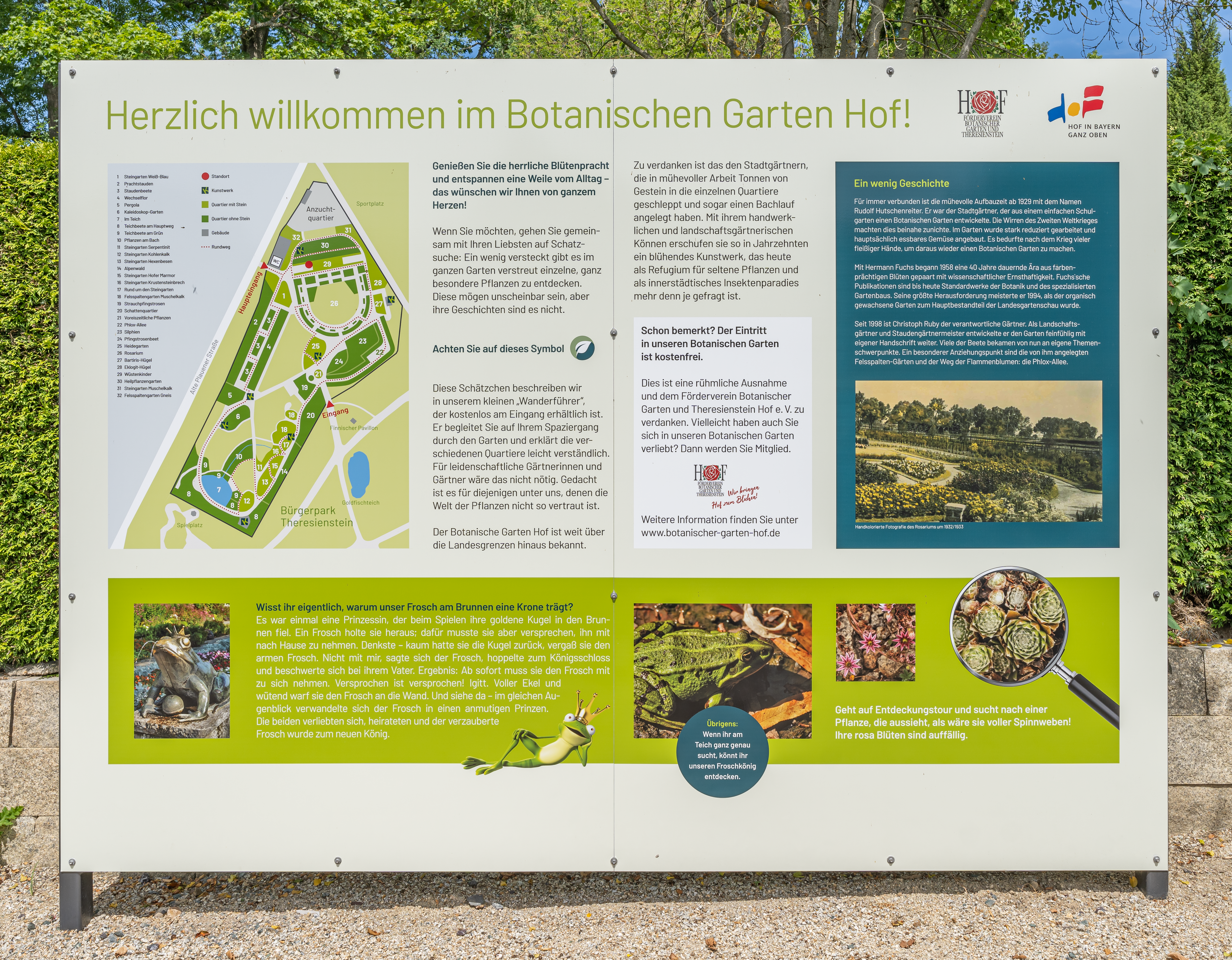
Infotafel mit Karte

Neben größeren Blumenpflanzungen enthält der Garten Bereiche verschiedener Art, u. a. ein Rosarium, einen Steingarten und Heilpflanzen. Dazu gehören Erholungsorte mit Bänken und Pavillons. Die Pflanzungen sind mit Informationstafeln ausgestattet, versehen mit taxonomischen Fachbegriffen.
Pflanzquartiere sind u. a. das Rosarium, der „Steingarten Weiß-Blau“, die Prachtstauden, die Staudenbeete, der Wechselflor, der Froschbrunnen mit der Pergola, der „Kaleidoskop-Garten“, die „Drei Mädchen im Wind“, der Teich mit Bürgerbrunnen, die Teichbeete am Hauptweg, die Teichbeete am Grün, die Pflanzen am Bach, die Steingärten „Serpentinit“, „Kohlenkalk“, „Hexenbesen“, „Hofer Marmor“ und „Krustensteinbrech“, ferner „Alpenwand“, „Steinkugel mit Haiku-Gedicht“, der Felsspaltengarten Muschelkalk, das „Schattenquartier“, Voreiszeitliche Pflanzen, Ploxallee, Silphien, der Heidegarten, die Pflanzung mit Gedenktafel Walther von der Vogelweide, der Bartiris- und Eklogit-Hügel, das „Matterhorn“ und der Heilpflanzengarten.
Eine Besonderheit des Botanischen Gartens ist die starke Nachtabkühlung in der Region Hochfranken, die für viele Pflanzen von Vorteil ist.
In den Sommermonaten werden auch außerhalb des Botanischen Gartens im angrenzenden Park Theresienstein Blumenbeete angelegt. Beispiele sind das Teppichbeet an der Löwenstatue und die Pflanzung an der Thomashöhe.
Öffnungszeiten sind vom 1. April bis 31. August von 8:00 bis 20:00 Uhr und vom 1. September bis 31. Oktober von 8:00 Uhr bis zum Einbruch der Dunkelheit. Von Allerheiligen bis zum 31. März ist der Botanische Garten geschlossen. Dank des 1996 gegründeten Fördervereins Botanischer Garten und Theresienstein Hof e. V. ist der Eintritt frei.

### Bildgalerie

Blumenbeet (Wechselflor)
Anlage im Nordosten
Rosarium
Bürgerbrunnen
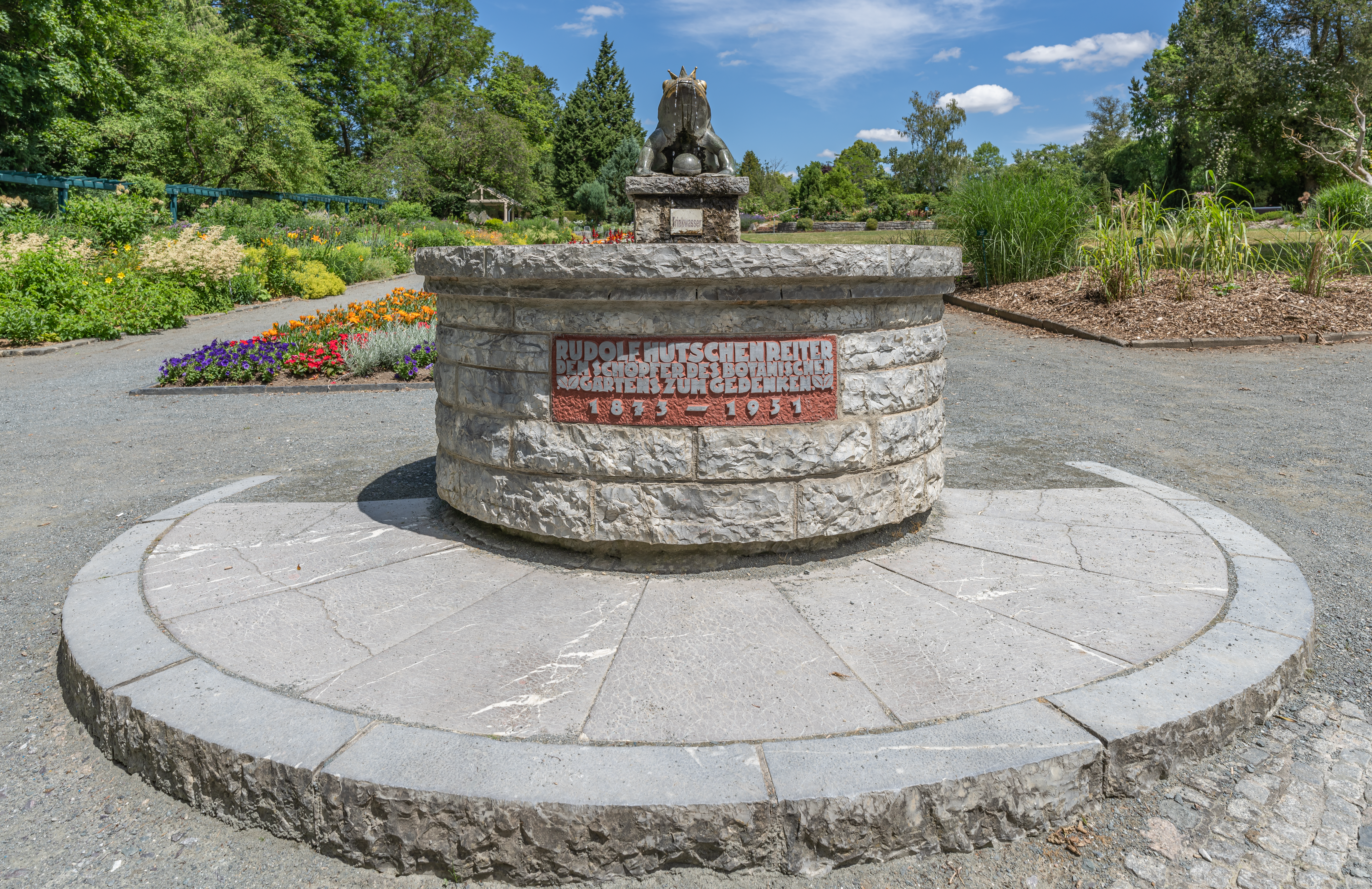
Hutschenreiter-Brunnen